# 大阪城公園車站

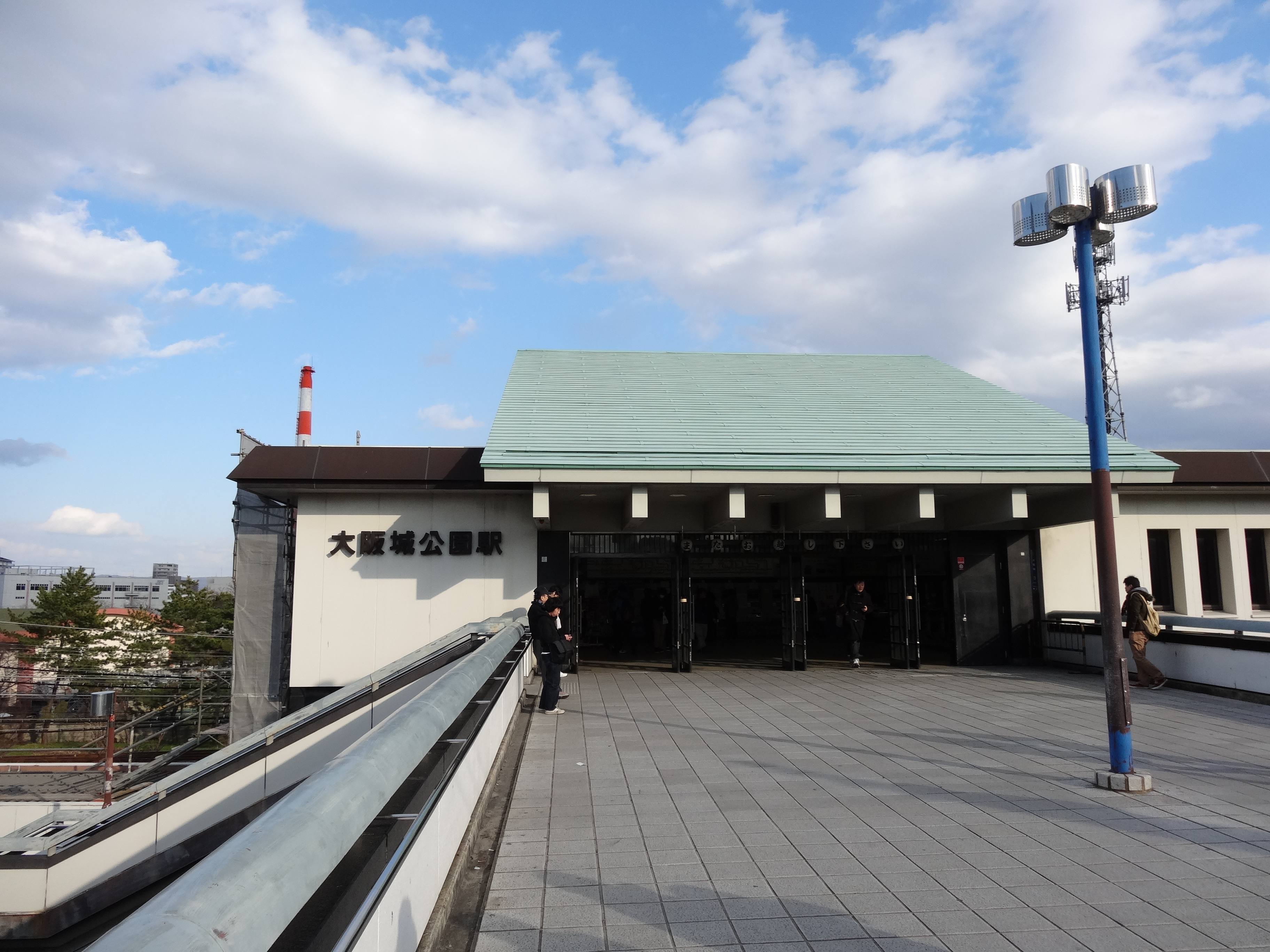
車站入口（2013年2月）

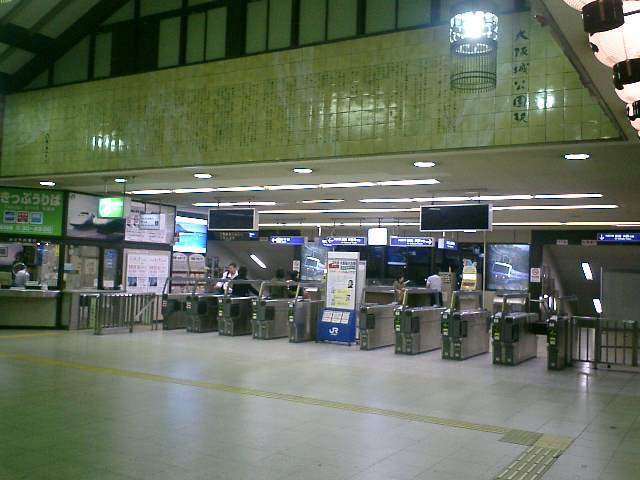
檢票口。票口上方、陶片材質的牆面上刻的是小說家司馬遼太郎在車站當初啟用時所題贈的詩（2005年10月）

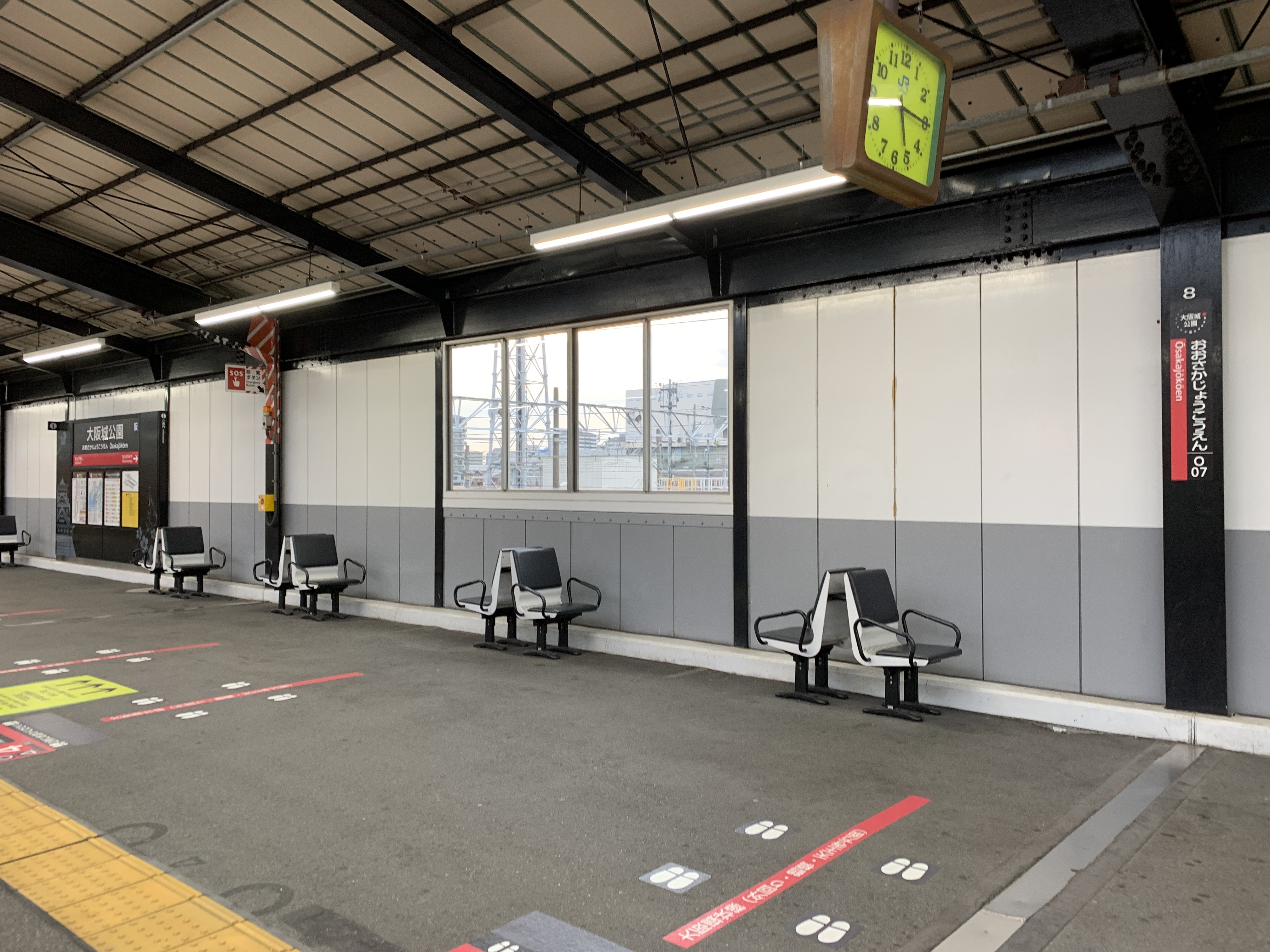
月台（2021年6月）

大阪城公園車站（日语：／ Ōsakajō-kōen eki */?）是一位於日本大阪府大阪市中央區大阪城公園、隸屬於西日本旅客鐵道公司（JR西日本）的鐵路車站。大阪城公園車站是環繞大阪市中心地區的環狀幹線大阪環狀線沿線的車站，也是JR西日本所屬大阪近郊鐵路路線群都市網路（アーバンネットワーク，Urban Network）範圍內的車站之一。大阪城公園車站位於大阪城公園的東側邊界上，是觀光旅客欲搭乘JR系統的列車前往大阪城觀光時最近的下車站，除此之外由於鄰近大阪商務園區（大阪ビジネスパーク，OBP），因此利用本站通勤的旅客數量也不少，在2005年度（平成17年）間本站的日平均旅客數為12,296人次。

## 車站構造
大阪城公園車站採跨線式站房（橋上車站）設計，於地面上設有兩座側式月台兩條乘車線。
大阪城公園車站雖然是個市區內的普通車站，但在站區東側分別可以見到隸屬於JR西日本的吹田綜合車輛所森之宮支所（原森之宮電車區），因此站區內設置有大量的停車與調度用側線。除了JR西日本本身的鐵路相關設施外，在大阪城公園車站站區更東側還有隸屬於大阪市交通局的大阪市營地下鐵森之宮車輛管理事務所（舊名森之宮車輛工場）與森之宮檢車場等鐵路營運相關之後勤設施，是大阪市營地下鐵主要的後勤基地。

### 月台配置
| 月台 | 路線       | 方向 | 目的地           |
| ---- | ---------- | ---- | ---------------- |
| 1    | 大阪環状線 | 內環 | 京橋、大阪方向   |
| 2    | 大阪環状線 | 外環 | 鶴橋、天王寺方向 |

## 利用狀況
2018年（平成30年）度1日平均上車人次為12,878人。
近年1日平均上車人次如下表。
| 年度               | 1日平均 上車人次 | 來源     |
| ------------------ | ---------------- | -------- |
| 1990年（平成02年） | 15,203           | [ * 1 ]  |
| 1991年（平成03年） | 15,399           | [ * 2 ]  |
| 1992年（平成04年） | 15,907           | [ * 3 ]  |
| 1993年（平成05年） | 15,646           | [ * 4 ]  |
| 1994年（平成06年） | 15,098           | [ * 5 ]  |
| 1995年（平成07年） | 15,305           | [ * 6 ]  |
| 1996年（平成08年） | 15,283           | [ * 7 ]  |
| 1997年（平成09年） | 14,371           | [ * 8 ]  |
| 1998年（平成10年） | 13,723           | [ * 9 ]  |
| 1999年（平成11年） | 13,279           | [ * 10 ] |
| 2000年（平成12年） | 13,317           | [ * 11 ] |
| 2001年（平成13年） | 13,183           | [ * 12 ] |
| 2002年（平成14年） | 12,583           | [ * 13 ] |
| 2003年（平成15年） | 12,482           | [ * 14 ] |
| 2004年（平成16年） | 12,717           | [ * 15 ] |
| 2005年（平成17年） | 12,296           | [ * 16 ] |
| 2006年（平成18年） | 12,184           | [ * 17 ] |
| 2007年（平成19年） | 12,377           | [ * 18 ] |
| 2008年（平成20年） | 11,708           | [ * 19 ] |
| 2009年（平成21年） | 11,545           | [ * 20 ] |
| 2010年（平成22年） | 10,667           | [ * 21 ] |
| 2011年（平成23年） | 10,975           | [ * 22 ] |
| 2012年（平成24年） | 11,068           | [ * 23 ] |
| 2013年（平成25年） | 11,210           | [ * 24 ] |
| 2014年（平成26年） | 11,587           | [ * 25 ] |
| 2015年（平成27年） | 11,537           | [ * 26 ] |
| 2016年（平成28年） | 12,246           | [ * 27 ] |
| 2017年（平成29年） | 12,999           | [ * 28 ] |
| 2018年（平成30年） | 12,878           | [ * 29 ] |

## 車站周邊
- 大阪城、大阪城公園、大阪城音樂廳（車站正門的天橋台階與大阪城音樂廳的入口直接相連）
- 大阪商務園區（大阪ビジネスパーク，Osaka Business Park，OBP）
- 大阪水上巴士（日语：大阪水上バス）搭乘處
- 大阪市立森之宮小學（日语：大阪市立森之宮小学校）

## 历史
- 1983年10月1日 - 配合大阪城建城400週年慶典新站啟用。
- 1987年4月1日 - 日本國鐵分割民營化，本站的經營由JR西日本繼承。

## 其他
入選第4回近畿車站百選（近畿の駅百選）。

## 相鄰車站
西日本旅客鐵道
 大阪環狀線
■大和路快速、■區間快速、■關空快速、■紀州路快速、■快速、■直通快速、■普通
森之宮（JR-O06）－大阪城公園（JR-O07）－京橋（JR-O08）

### 利用狀況
1. ↑  大阪府統計年鑑 （页面存档备份，存于） - 大阪府
2. ↑  大阪市統計書 （页面存档备份，存于） - 大阪市

大阪府統計年鑑
1. ↑  大阪府統計年鑑（平成3年）PDF
2. ↑  大阪府統計年鑑（平成4年）PDF
3. ↑  大阪府統計年鑑（平成5年）PDF
4. ↑  大阪府統計年鑑（平成6年）PDF
5. ↑  大阪府統計年鑑（平成7年）PDF
6. ↑  大阪府統計年鑑（平成8年）PDF
7. ↑  大阪府統計年鑑（平成9年）PDF
8. ↑  大阪府統計年鑑（平成10年）PDF
9. ↑  大阪府統計年鑑（平成11年）PDF
10. ↑  大阪府統計年鑑（平成12年）PDF
11. ↑  大阪府統計年鑑（平成13年）PDF
12. ↑  大阪府統計年鑑（平成14年）PDF
13. ↑  大阪府統計年鑑（平成15年）PDF
14. ↑  大阪府統計年鑑（平成16年）PDF
15. ↑  大阪府統計年鑑（平成17年）PDF
16. ↑  大阪府統計年鑑（平成18年）PDF
17. ↑  大阪府統計年鑑（平成19年）PDF
18. ↑  大阪府統計年鑑（平成20年）PDF
19. ↑  大阪府統計年鑑（平成21年）PDF
20. ↑  大阪府統計年鑑（平成22年）PDF
21. ↑  大阪府統計年鑑（平成23年）PDF
22. ↑  大阪府統計年鑑（平成24年）PDF
23. ↑  大阪府統計年鑑（平成25年）PDF
24. ↑  大阪府統計年鑑（平成26年）PDF
25. ↑  大阪府統計年鑑（平成27年）PDF
26. ↑  大阪府統計年鑑（平成28年）PDF
27. ↑  大阪府統計年鑑（平成29年）PDF
28. ↑  大阪府統計年鑑（平成30年）PDF
29. ↑  大阪府統計年鑑（令和元年）PDF

## 外部連結
- 大阪城公園｜車站資訊：JR出門網 - 西日本旅客鐵道

34°41′18.6″N 135°32′4″E / 34.688500°N 135.53444°E